# 电泳

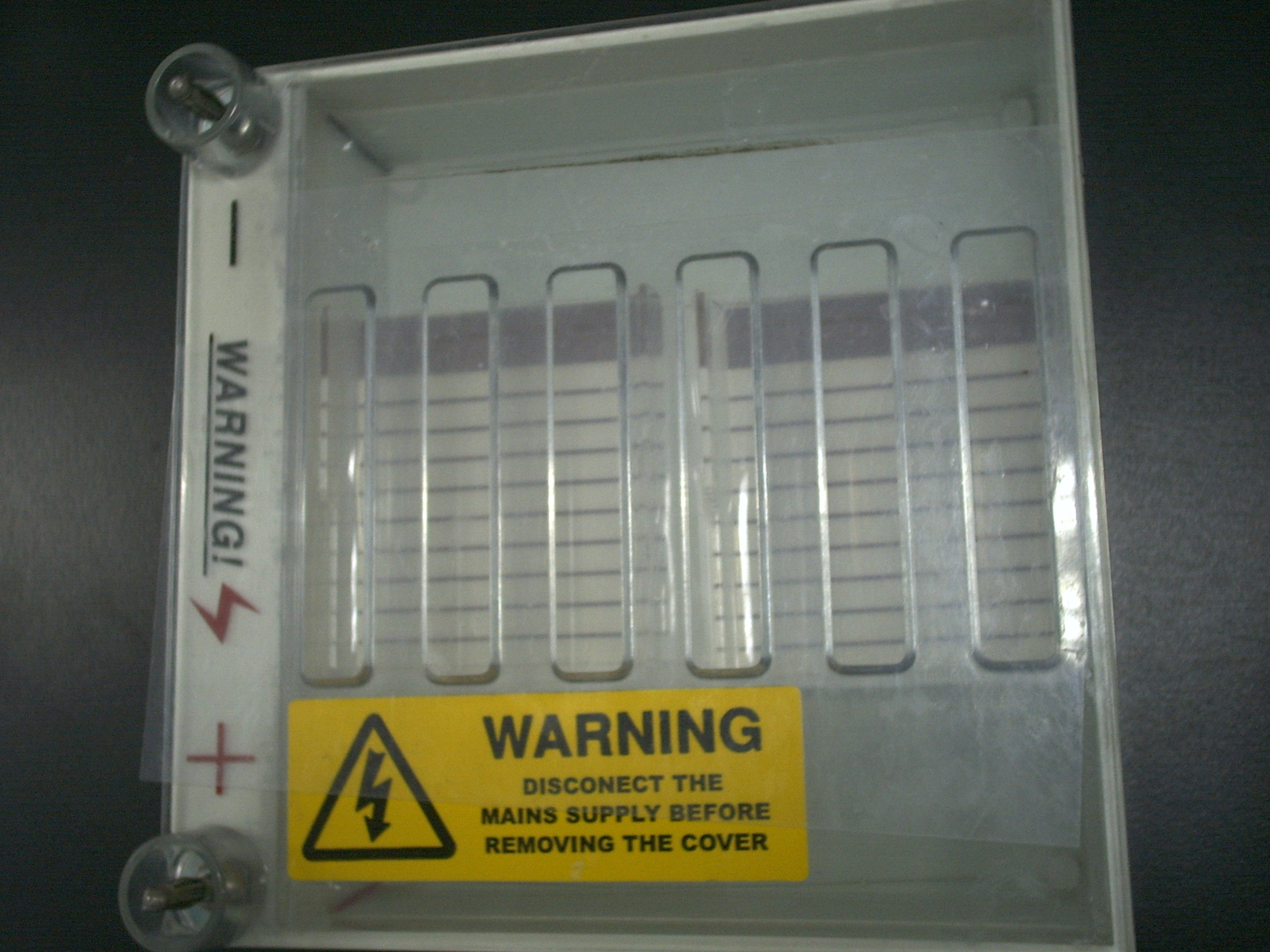
DNA分離用的電泳槽

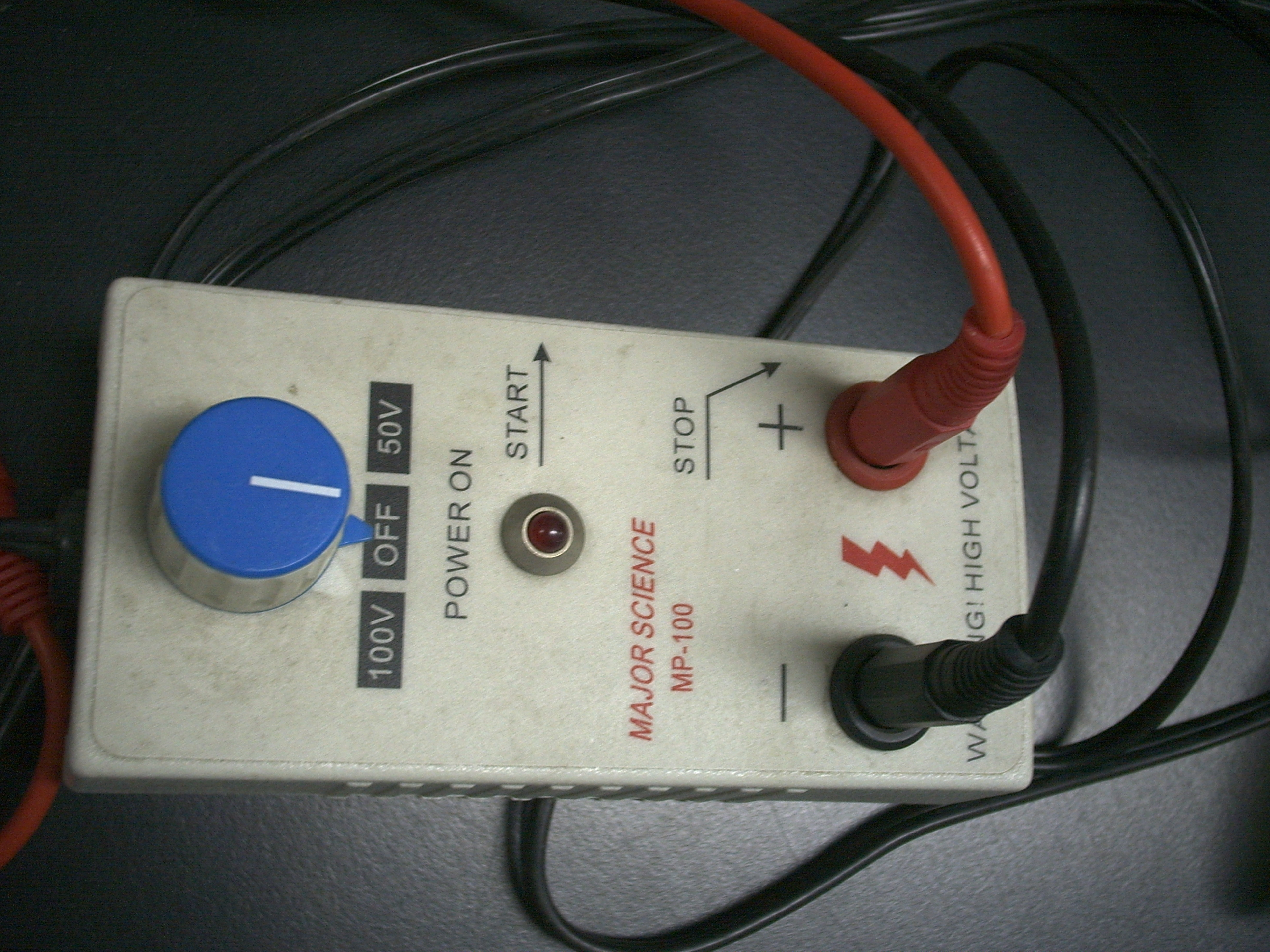
DNA分離用電泳槽電源

電泳作用

电泳（英語：Electrophoresis）是空间匀强电场作用下，分散粒子在流体中发生移动的现象。由于各物质的迁移速率有差别，故电泳是分离物质的常用方法。它又可分为：
- 移动界面电泳是不含支持物的电泳。溶质在自由溶液中泳动，故也称自由电泳，适用于高分子的检测，但不易完全分离。
- 区带电泳是含有支持物的电泳，支持物上混合样品被置于狭小的区带中泳动，分离出彼此分离的区带。支持物有很多种，由此又衍生出区带电泳的不同分支，例如聚丙烯酰胺凝胶电泳、纸电泳、等電位聚焦电泳、等速电泳、薄层电泳等。

## 示例实验
在盛有红褐色Fe(OH)3胶体的U形管的两个管口，各插入一个电极。从两个电极通直流电后，观察现象可见阴极附近的红褐色逐渐变深，阳极附近的红褐色逐渐变浅。这表明在有电场作用的情况下，胶体粒子带正电荷，在电场作用下向阴极移动。这就是电泳现象。

## 電泳原理
胶体能发生电泳现象，是因为胶体粒子带有电荷，一般來說，是由于胶体粒子具有相对较大的表面积，能吸附离子的原因引起的。有的胶体粒子带正电，有的带负电，一般來說，金属氫氧化物、金属氧化物的胶体粒子带正电；非金属氧化物、金属硫化物的胶体粒子带负电荷。
利用不同物質分子表面所帶有的不均勻電荷而形成的偶極矩強度的不同，使得分子對於外加電荷和移動介质的吸引力各有所差異，導致在移動介質中的運動速度不同。利用此點，我們可以將不同大小片段的DNA分離。

## 蛋白質電泳實驗
蛋白質電泳實驗中常使用聚丙烯醯胺作為膠體，其中膠體含有HCl做為緩衝溶液。膠體分為兩層，下方較寬的稱為分離膠體（resolving gel/separating gel/running gel），pH為8.8；上方較窄的稱為集膠膠體（stacking gel），pH為6.8。
集膠膠體之所以會得到這個名字，是因為它會使樣本蛋白質在分離膠體上層被壓縮成一個扁盤，從而統一蛋白質進入分離膠體的時機。因為集膠膠體的聚丙烯醯胺濃度較低（～5%），所以不論大小分子都可以快速通過，而能聚集在分離膠體的前緣。當進入分離膠體後，因為聚丙烯醯胺濃度提高很多（12%，14%，甚至更高），使分子前進的速度受其大小所影響，而開始分離。

### 壓縮原理
注入電泳槽的樣本會由負電離子帶著游過膠體，通常使用pH8.3的甘氨酸和HCl製成的膠體作為攜帶媒介。pH8.3時僅10%的甘氨酸帶負電，因此蛋白質樣本由Cl-帶著進入集膠膠體。與蛋白質連接的Cl-帶頭朝下，疊在集膠膠體底部，被SDS包圍的蛋白質殿後，最上面的是帶正電的甘氨酸；這樣的組合會使蛋白質被像三明治般夾起來，壓縮成較小體積。

## DNA電泳實驗
與蛋白質電泳不同的是，DNA電泳實驗常用的是瓊脂糖凝膠，并使用TBE/TAE溶液作爲緩衝液

## 应用
电泳现象是胶体的重要特征，有广泛的应用价值。例如，生物化学中常用电泳来分离各种氨基酸和蛋白质；医学上利用血清在纸上电泳进行某些疾病的诊断；电泳电镀则是利用电泳将油漆、乳胶、橡胶等粒子均匀地沉积在镀件上。

## 资料来源
1. 1 2  《全日制普通高级中学教科书（必修加选修）——化学（第三册）》 人民教育出版社化学室 编著 第19页
2. ↑  Proteomics, Creative. . Creative Proteomics.   [2017-09-05]. （原始内容存档于2017-09-05） （英语）.
3. ↑  《全日制普通高级中学教科书（必修加选修）——化学（第三册）》 人民教育出版社化学室 编著 第20页